# グロンサン
グロンサン（Guronsan）は、レックが取り扱っているドリンク剤（栄養ドリンク・医薬品）のブランドである。
2004年12月までは中外製薬が扱っていたドリンク剤・ビタミン剤（ビタミン主薬製剤）の名称であり、当時の中外製薬が開発したグルクロン酸の誘導体である薬用成分「グルクロノラクトン」の愛称であった。また中外製薬がかつて扱っていた医療用肝機能改善剤の名称でもある。レックの登録商標（第406453号）。
2024年6月28日付で、「新グロモント」と共に商標権・製造権・販売権がライオンからレックへ譲渡された。

## 商品沿革
1960年1月、「グルクロノラクトン」が中外製薬の医療用医薬品に多く配合されていたこともあって、大衆向けに商品化。当初はなかなか売れなかったが、1987年、CMタレントに高田純次を起用し、キャッチコピー「5時まで男/5時から男」を使い成功し、当時の流行語となった（1988年新語・流行語大賞流行語大衆賞受賞）。以降ミニドリンク剤のトップクラスとなる。兄弟商品にはバーモント味の『新グロモント』（指定医薬部外品）がある。ライオンに譲渡されてからは「LION 医薬品」と表記されたが、2012年1月より、企業スローガンの改変に伴い、「今日を愛する。 LION」に改定され、同年4月に東北地方限定ローカルCMが登場した。

## 歴代広告キャラクター
中外製薬時代
- 吉永小百合（グロンサンCポ、グロンサン内服液）
- 八代亜紀（グロンサンCポ、グロンサン内服液）
- 加瀬邦彦とザ・ワイルドワンズ（グロンサン内服液、グロンサン強力内服液）
- 井上真樹夫（グロンサン内服液）
- 高田純次（グロンサン強力内服液、グロンサンDX）
- 風見しんご（グロンサン強力内服液）
- 石田えり（グロンサンフレッシュ内服液）
- 田中実（グロンサンDX）
- 渡辺由紀（グロンサン強力内服液、グロンサンプラス）
- ビートたけし（グロンサン強力内服液、グロンサンCompact）
- 筒井道隆、袴田吉彦、赤坂七恵（グロンサンG）
- 忌野清志郎（グロンサンG）

ライオン時代
- 中居正広（グロンサンレッド）
- 内村光良（グロンサン強力内服液）
- つぶやきシロー（グロンサン強力内服液）

## 歴代キャッチコピー
中外製薬時代
- グッと飲んだわ グロンサン（1960年代 - 1970年代前半、八代亜紀）
- お疲れさんお一人お残りーっ（1983年以前、井上真樹夫）
- サンサン30代も、グロンサン（1986年 - 1987年、ザ・ワイルドワンズ/高田純次）：ここから1997年まで基本的にはこの時のサウンドロゴを流用していた。
- 5時まで男も、5時から男も、グロンサン（1988年7月 - 12月、高田純次）
- 5時から男のグロンサン（1989年 - 1991年、1996年 - 1997年、高田純次）
- ガンバルジャンのグロンサン（1992年、高田純次）
- 疲れちゃっちゃにグロンサン（1994年1月 - 10月、高田純次）
- お疲れモードにグロンサン（1994年11月 - 1995年、高田純次）
- もうひと頑張り。グロンサンDX（1991年1月 - 1994年3月、田中実）
- 肝心なときの、グロンサンプラス（1998年7月 - 1999年11月、村田雄浩）
- 効け!あなたの疲れに。グロンサン（1999年12月 - 2000年10月、渡辺由紀）
- 疲れにちゃんと効くグロンサン（2000年11月 - 2002年4月、ビートたけし）
- 疲れに、情熱の赤。グロンサン（2002年5月 - 2003年12月、ビートたけし）
- ラクに行こうぜェ グロンサン（2004年5月 - 12月上旬、忌野清志郎）

ライオン移管後
- 失敗できない人。赤のグロンサン（2005年4月 - 2006年1月、中居正広）
- お疲れさんには グロンサン（2006年4月 - 2007年12月、内村光良）

## 取扱製品

### 現行製品
「グロンサン内服液」と「グロンサン強力内服液」は中外製薬時代からある製品である。2製品共に2025年2月に約18年ぶりにパッケージデザインが刷新され、グロンサンのロゴデザインも変更された。
- ドリンク剤
  - グロンサン内服液【第3類医薬品】：20ml入りの元祖「グロンサン」。箱入りは10瓶と30瓶がある。
  - グロンサン強力内服液【第3類医薬品】：「グロンサン内服液」をベースに、グルクロノラクトンビタミンB2リン酸エステルの配合量を増やし（グルクロノラクトン：600mg→1000mg、ビタミンB2リン酸エステル：3mg→5mg）、イノシトールが追加配合された30ml入り。箱入りは5瓶と10瓶がある。

### 製造終了品
中外製薬時代からの製品
- 医薬部外品
  - グロンサンG
  - グロンサンCompact
  - グロンサンA
  - グロンサンスーパー
  - グロンサン錠（一般用）：防湿メタル包装採用。1999年4月の薬事法改正で医薬部外品となったが、ライオンへ引き継がれる前に廃止。
  - 新グロンサン錠（医薬部外品）：ライオンに移管後も販売されていたが、2007年7月に「グロンサンゴールド・錠」へ一本化するため、製造終了。
- 医薬品
  - グロンサンDX：50ml入り。
  - グロンサンプラス：50ml・箱入り。（製造販売元：常盤薬品工業）
  - グロンサンプラスII：50ml・箱入り。（製造販売元：常盤薬品工業）
  - グロンサンエース内服液
  - グロンサンフレッシュ内服液
  - グロンサンバーモント：現在の新グロモントの前身。　
  - グロンサンスタディー：小児用。ライオンに移管後も販売し、2005年11月にはリニューアルもしたが、2007年11月で販売終了。
  - グロンサンガム
  - グロンサンCポ：水に溶かして飲む発泡錠タイプ
  - グロンサンC発泡錠
  - グロンサンゴールド錠：「グロンサンゴールド・錠」へ継承。
  - グロンサンゴールド錠A【第2類医薬品】：以前は「グロンサンゴールド・錠」として発売されていたが、2017年4月にセイヨウサンザシエキスをトウキエキスに差し替え、ウルソデオキシコール酸の増量（5mg→10mg）を行う処方変更を行い、販売名を変更した。2020年2月製造終了。（製造販売元：廣貫堂）
- 医療用医薬品
  - グロンサン錠（医療用）（製造販売元：味の素ファルマ（後の味の素製薬、現在：EAファーマ））
  - グロンサン注
  - グロンサン末

他。
ライオンに販売が移管されてからの製品
- 医薬部外品/指定医薬部外品
  - グロンサンレッド【医薬部外品】
  - グロンサンRゴールド内服液【指定医薬部外品】
  - グロンサン爽快力 【指定医薬部外品】：東海エリア限定
  - グロンサン爽快力DX 【指定医薬部外品】：東海エリア限定
- 医薬品
  - グロンサンゴールド
  - グロンサンリアル
- 清涼飲料水
  - グロンサン トマトの赤酢ドリンク

「グロンサンレッド」、「グロンサンゴールド」、「グロンサンリアル」は「グロンサンRゴールド内服液」の発売に伴う機能統合の為製造を終了し、その「グロンサンRゴールド内服液」も2016年10月に製造終了した。